# Туфето (Латина)
Туфето је насеље у Италији у округу Латина, региону Лацио.
Према процени из 2011. у насељу је живело 74 становника. Насеље се налази на надморској висини од 68 м.